# Mariano Buxó Martín
Mariano Buxó Martín (Olmedo, c. 1886) fue un militar español.

## Biografía
Militar profesional, pertenecía al arma de caballería. Llegó a participar en la guerra del Rif, donde tuvo una actuación destacada.
Tras el estallido de la Guerra civil se mantuvo fiel a la República. Participó en la ofensiva de Zaragoza al frente de la 4.ª Brigada autónoma de caballería. En abril de 1938 asumió el mando de la 72.ª División, integrada en el XVIII Cuerpo de Ejército. Llegó alcanzar el rango de teniente coronel. Más adelante mandó el XXIV Cuerpo de Ejército, con el cual intervino en la campaña de Cataluña. Al final de la contienda pasó al exilio. Posteriormente se trasladaría en México, junto a otros militares republicanos.